# Reshanda Gray
Reshanda Jacqueta Gray (ur. 1 czerwca 1993 w Los Angeles) – amerykańska koszykarka występująca na pozycji silnej skrzydłowej, obecnie zawodniczka włoskiego Magnolia Campobasso, a w okresie letnim New York Liberty w WNBA.
27 czerwca 2020 została zawodniczką Los Angeles Sparks. 1 lipca 2021 przedłużyła umowę z New York Liberty. 8 lipca 2021 zawarła kontrakt z włoską Magnolia Campobasso.

## Osiągnięcia
Stan na 25 stycznia 2022, na podstawie, o ile nie zaznaczono inaczej.
NCAA
- Uczestniczka rozgrywek:
  - NCAA Final Four (2013)
  - turnieju NCAA (2012–2015)
- Mistrzyni sezonu regularnego konferencji Pac-12 (2013)
- Zawodniczka roku Pac-12 (2015 wspólnie z Ruth Hamblin)
- MVP turnieju Cal Classic (2011)
- Zaliczona do:
  - I składu:
    - Pac-12 (2014, 2015)
    - najlepszych pierwszorocznych zawodniczek Pac-12 (2012)
    - turnieju Cal Classic (2011)

  - II składu Full Court Freshman All-American (2012)
  - III składu Pac-12 (2015 przez Associated Press)

Drużynowe
- 4. miejsce podczas mistrzostw Węgier (2019)[7]

Indywidualne
(* – nagrody przyznane przez eurobasket.com)
- Zaliczona do*:
  - I składu zawodniczek zagranicznych ligi węgierskiej (2019)[7]
  - II składu ligi węgierskiej (2019)[7]
- Uczestniczka meczu gwiazd ligi południowokoreańskiej (2020)[8]

Reprezentacja
- Mistrzyni:
  - uniwersjady (2013)
  - Ameryki U–18 (2010)